# Cubatão
Cubatão – miasto w stanie São Paulo w Brazylii, położone 12 km od Santos (São Paulo), największy port morski w Ameryce Łacińskiej. 
Liczba mieszkańców: 113 599 (2003), gęstość zaludnienia 799,99/km², powierzchnia 142 km². 

## Miasta partnerskie
- Aveiro